# Садаяварман Сундара Пандьян I
Садаяварман Сундара Пандьян I  (там. முதலாம் சடையவர்மன் சுந்தரபாண்டியன்) — південноіндійський імператор з династії Пандья. Відновив могутність династії, та домігся потужного економічного зростання держави. Відомий своєю підтримкою мистецтв й архітектури.

## Життєпис
Син Маравармана Сундари II. Посів трон 1251 року. Зробив своїх родичів — братів Маравармана Віккірамана II та Джатавармана Віра Пандьяна I молодшими співолодарями. Невдовзі виступив проти Вірараві Удая Мартхандавармана, правителя Венади, яком узавдав поразки, змусивши визнати зверхність Пандья. Наступним кроком стало нове вторгнення до Чола, де Раджендра Чола III зазнав поразки і визнав зверхність Пандья.
Слідом за цим вдерся у володіння держави Хойсалів, рушивши вздовж річки Кавері, зрештою захопив фортецю Каннанур Коппам, завдавши потужної поразки супротивникові. Було захоплено багато коней, слонів і золотих прикрас. 1258 року за підтримки місцевої знаті виступив проти Чандрабхану Шрідхамараджа, праивтеля Тамбралінги, що захопив державу Джафна на острові Ланка. Завдаву супротивникові поразки, змисмувиши за Джафну визнати зверхність Пандья та почати сплачувати данину.
1260 року виступив проти Віджаї Гандогапала, правипеля Чола-Канчі, якого переміг. Це призвело до конфліктиу з Ганапатідевою з династії Какатіїв. Його також було переможено у битві біля Мудугурі в нинішньому районі Неллор. На честь цього Садаяварман Сундара Пандьян I здійснив ритуал ірабішеку на честь закінчення своєї кампанії. Після повернення пандьянських військ до себе Ганапатідева переміг Копперунчінгана II і відвоював території до Канчі.
1262 року почалася нова війна з Чандрабхану Шрідхамараджею. 1263 року завдав поразки хойсалському володареві Вірі Сомешварі поразки, який загинув. Намісником захоплених територій став Джатаварман Віра Пандьян I. 1264 року завдав ніщивної поразки Чандрабхану Шрідхамараджи, який загинув. Втім син останнього Саваканмайндан поставлений на трон Джафни як васал Пандьї. Того ж року війська Садаявармана Сундари Пандьяна I завдали поразки Рудрамадеві з Какатіїв, приєднавши регіони Канчі, Неллоре і Вісаявадай.
Наступним кроком стало відновлення зверхності над державами Конгу і Магадай, що зрештою призвело до конфлікту з державою Кадава. Садаяварман Сундара Пандьян I зумів завдати поразки Копперунчінгану II, якого повалив, а потім відновив на троні Кадави як свого васала.
Помер 1268 року. Йому спадкував син Мараварман Куласекара Пандья I.

## Меценат
За його наказом було прикрашено храми Шіви в Чідамбарамі і Вішну в Шрірангамі. Він побудував храм в Арагалурі (Магадай Мандалам) близько 1259 року. Також наказав створити ворота в храмі Шрі Ранганатхасвамі в Шрірангамі, на яких він вигравірував імена всіх тамільських держав — Чола, Паллавів, Пандья та Чера.